# Merlines
Merlines (Merlinas auf Okzitanisch) ist eine französische Gemeinde mit 726 Einwohnern (Stand 1. Januar 2022) im Département Corrèze in der Region Nouvelle-Aquitaine.

## Geografie
Die Gemeinde liegt im Zentralmassiv auf dem Plateau de Millevaches und somit auch im Regionalen Naturpark Millevaches en Limousin am rechten Ufer des Chavanon direkt an der Grenze zum Département Puy-de-Dôme.
Tulle, die Präfektur des Départements, liegt ungefähr 80 Kilometer südwestlich, Ussel etwa 18 Kilometer südwestlich und Clermont-Ferrand rund 60 Kilometer nordöstlich.
Nachbargemeinden von Merlines  sind Eygurande im Norden, Monestier-Merlines im Nordosten, Messeix im Osten, Savennes im Südosten, Saint-Étienne-aux-Clos im Süden sowie Aix im Westen.
Der 1970 künstlich angelegte, 14 ha große See Étang de l’Abeille befindet sich nördlich des Ortszentrums.

### Verkehr
Der Ort liegt ungefähr zehn Kilometer nordöstlich der Abfahrt 24 der Autobahn A 89.
Der Bahnhof von Merlines, Gare d’Eygurande-Merlines, ist seit 2014 stillgelegt.

## Geschichte
Vor der Französischen Revolution gehörte die Gemeinde den Herren von Lagarde (Ussel) und den Äbten von Port-Dieu.
Von 1880 bis 1952 war Merlines ein bedeutendes Eisenbahnzentrum in Frankreich. Nach dem Bau der Talsperre von Bort-les-Orgues, Barrage de Bort-les-Orgues, verlor die Einrichtung schnell an Bedeutung.

## Wappen
Beschreibung: Das Wappen ist in Blau geviert.  heraldisch rechts oben und links unten eine goldene Pforte umgeben von drei goldenen Sternen und links oben  und rechts unten  ein silbernes Ankerkreuz.

## Bevölkerungsentwicklung
| Jahr      | 1962 | 1968 | 1975 | 1982 | 1990 | 1999 | 2007 | 2016 |
| Einwohner | 1025 | 1027 | 979  | 1028 | 948  | 898  | 818  | 731  |

## Sehenswürdigkeiten
- Kirche Saint-Blaise, Sainte-Madeleine, ein Sakralbau aus dem 15. und 19. Jahrhundert, Monument historique[3].
- Chavanon-Viadukt, eine 360 Meter lange Hängebrücke der A 89 über den Chavanon zwischen Merlines und Messeix[4].